# Paweł Althamer

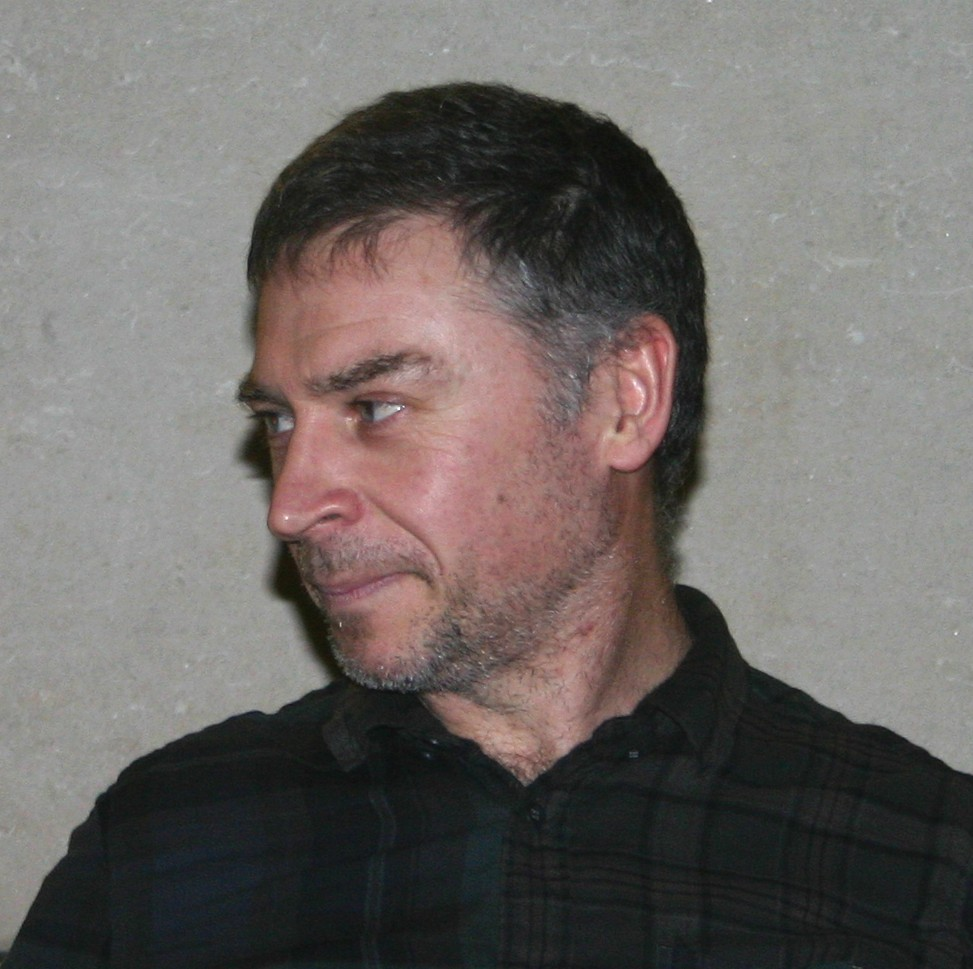
Paweł Althamer (2012)

Paweł Althamer (* 12. Mai 1967 in Warschau) ist ein polnischer Künstler, dessen Werke den Gattungen der Bildhauerei, Performance, Videokunst und der Installation zugerechnet werden. Gegenstand seiner Arbeiten ist der menschliche Körper, dessen Zerfall durch die Materialauswahl spürbar wird. Er lebt heute in Warschau, wo er seit 1993 in einem Zentrum für Menschen mit Multipler Sklerose Keramikkurse leitet. Seine Werke erreichten seit Anfang der 1990er Jahre kanonischen Status in der dreidimensionalen Kunst. Sie sind bis heute Teil wichtiger Ausstellungen und Publikationen.

## Skulptur als Selbstporträt
Althamers Studium 1988–1993 an der Warschauer Akademie der Schönen Künste brachte ihm einen Abschluss in dem Fach Bildhauerei. In seiner Abschlussarbeit erschuf er sich in dem mimetisch genauen Selbstporträt Paweł Althamer selbst, als bis auf eine Brille nackte Menschenfigur, die auf einer dünnen Plinthe aus Parkettholzboden steht, der dem vieler Galerie- und Ausstellungsböden ähnelt.
Wahrscheinlich sollte sie seine Anwesenheit ersetzen, da er nicht, wie üblich, bei der Präsentation zugegen war. In dem Raum befand sich ein Video, das Althamer zeigt, wie er die Akademie in Richtung Wald verlässt, wo er sich nackt auf die Natur einlässt.
Aus dem Jahr 2002 stammt das Werk Selbstporträt und Porträt der Frau des Künstlers (178 × 60 × 60 cm), das ebenfalls nackte Standfiguren auf einer Holzplinthe zeigt. Auf einem Metallgestell wurden verschiedene organische Materialien angebracht: Gras, Pflanzenfasern, Tiereingeweide, Perlmutt und Haar.
Die Oberfläche setzt sich aus den unterschiedlichen Materialien mit verschiedenen Texturen zusammen, sodass die „Haut“ der Figuren verschiedene Strukturen, die Farbe jedoch aus ähnlichen rot- und gelbbraunen Erdtönen besteht.
Die männliche Figur hält einen Camcorder, wie wenn sie etwas auf dem Boden filmen würde, auch die weibliche Figur senkt den Kopf und blickt zur Erde. Alltagsgegenstände wie ein Teeglas, der Kamer, einer Brille und ein Handy sind den nackten Figuren beigegeben.

## Natur und öffentlicher Raum
Sciezka (deutsch Pfad) entstand 2007 im Rahmen der Skulptur Projekte Münster. Am Aasee ließ Althamer einen Trampelpfad querfeldein vom Stadtrand in die Natur entstehen. Am Ende des Pfades findet sich der Pfadgänger nach einigen Kilometern vor einem Gerstenfeld wieder.
Die Idee stammt von dem Verhalten polnischer Bürger auf öffentlichen Verkehrswegen, das Althamer in seiner Heimat beobachtete. Er will mit der Arbeit dazu auffordern, den Sinn und die Logik solcher vorgeschriebenen Wege zu reflektieren.

## Echtzeitfilme
Zuerst 2000 auf der Manifesta in Ljubljana instruierte Althamer bezahlte Komparsen, alltägliche Handlungen im öffentlichen Raum zu simulieren (Real Time Movies lautet der Name des Prinzips). Bei einer Lesung in Warschau 2001 lud er das Publikum zu einem Spaziergang, welcher sie nichtsahnend an solchen „Echtzeitfilmszenen“ vorbeiführte. Die Spaziergänger erhielten anschließend Straßenkarten, in welche die gestellten Szenen eingezeichnet waren. In Pittsburgh ließ er mit Peter Fonda 2004 den ersten prominente US-amerikanische Schauspieler an einem solchen Echtzeitfilm teilnehmen. Es folgte Jude Law, der 2007 in London einen Mann spielte, der Fisch kauft.

## Ausstellungen

### Einzelausstellungen
- 1997: Kunsthalle Basel[5]
- 2010: Himmelsrutsche, Ludwig Forum für Internationale Kunst, Aachen[6]
- 2012: Retrospektive., Sammlung Goetz, München[7]
- 2011/2012: Almech, Deutsche Guggenheim, Berlin[8], danach Museion in Bozen. Verknüpfung der Stränge Performance und Skulptur
- 2022: Paweł Althamer. Lovis Corinth Preis 2022, Kunstforum Ostdeutsche Galerie, Regensburg
- 2024: Emissaries of Light, Magasin III Museum for Contemporary Art, Stockholm[9]

### Kunstprojekte
- 2014: Kinderkönigreich. Paweł Althamer und Freunde laden ein., Ludwig Forum für Internationale Kunst, Aachen[10]
- 2021: Franciszek, Sils-Fex, Schweiz[11]

### Gruppenausstellungen
- 2012/2013: goldrausch. gegenwartskunst aus, mit oder über gold, Kunsthalle Nürnberg[12]
- 2014: Vanitas – Ewig ist eh nichts., Georg-Kolbe-Museum, Berlin[13]
- 2016: Ich, Schirn Kunsthalle Frankfurt[14]

## Trivia
Das Projekt Frühling, bei dem Althamer die Kasseler Kunsthalle Kinder mit den Ausstellungsräumen machen lässt, worauf sie Lust haben, gibt es auf Youtube als Video.

## Auszeichnungen
- 2004: The Vincent van Gogh Biennial Award for Contemporary Art in Europe
- 2010: Kunstpreis Aachen
- 2013: KAIROS-Preis[15]
- 2022: Lovis-Corinth-Preis